# Rivière Natashquan
Pour les articles homonymes, voir Natashquan.
La rivière Natashquan [nəˈtæʃkn] est une rivière coulant à la frontière des MRC Minganie et Le Golfe-du-Saint-Laurent de la province de Québec au Canada.

## Géographie
Elle prend sa source juste au sud de la frontière entre les bassins de l'Atlantique et du fleuve Saint-Laurent. Elle coule vers le sud-est à la frontière du Labrador-Québec d'où il coule vers le sud. Au Québec, la rivière forme la frontière entre les municipalités régionales de comté (MRC) de Minganie et Le Golfe-du-Saint-Laurent avant de se déverser dans le golfe du Saint-Laurent, à environ 370 km à l'Est de Sept-Îles.

## Toponymie
Le nom provient de la langue Innu-aimun, qui fait référence à Nutahquaniu Hipu, signifiant «rivière où l'ours noir est chassé".
Tout comme la rivière Moisie, la rivière Natashquan est l'une des rivières à saumon les plus reconnues de la Rive-Nord du Golfe

## Géologie
La rivière Natashquan est entièrement située dans la province géologique de Grenville du Bouclier canadien, caractérisé par un plateau vallonné, à une altitude comprise de 140 m à 620 m. Cette zone géologique est constituée de felsique et roche métamorphique (comme gneiss, migmatites et granit), clastiques (quartzite) et schistes dans la partie sud, avec quelques intrusions de mafiques (roche diorite et gabbro) dans la partie centrale. La rivière coule en grande partie par des vallées étroites. Elle est alimentée par environ 30 affluents, dont les plus importants sont dans l'ordre descendant : l'Lejamtel, Mercereau, Mahkunipiu, Mistanipisipou, Natashquan Est, Pehatnaniskau, Doré, Natashquan Ouest et Akaku Rivers.
Le dernier 18 km de la rivière forme un large estuaire de sable, séparé du golfe par la pointe de Natashquan et le Cap Tiennot. L'Île Sainte-Hélène (île Sainte-Hélène) est située à l'embouchure même du fleuve.
Le climat du bassin est subarctique continental, avec une courte saison de croissance. La partie supérieure a un climat subhumide froid, tandis que la partie inférieure est humide.

## Histoire
En 1534, Jacques Cartier a navigué dans la région et nommé Cap Thiennot d'après un capitaine de navire qui s'était installé à cet endroit. La rivière a été cartographiée en 1684 par Louis Jolliet qui l'a appelé "Noutascoüan". Jacques-Nicolas Bellin a identifié ce cours d'eau comme "grand R. Natachquoin" sur sa carte de 1744, tandis que la carte 1776 par Carver a montré "Grande Natashkwen".
Dès 1710, un poste de traite a été établi sur la rive gauche (sud) de la rivière Natashquan et plus tard sur la rive opposée (à l'embouchure de la rivière à l'actuelle Réserve de Natashquan FN) pour faire du commerce de fourrures avec les peuples autochtones Innus. Le poste a été acquis par la Compagnie de la Baie d'Hudson dans le milieu du XIXe siècle ; il a été abandonné vers 1914 en raison du manque de rentabilité
Un pont sur la route 138 sur la rivière a été ouvert le 26 septembre 2013,

## Conservation
Une zone de 4 089 km2 est envisagée créer la Réserve de biodiversité. La réserve, la plupart du temps au sein de la Petit-Mécatina, territoire non organisé, s'étendra sur 190 km, le long de la rivière Natashquan sud, de la frontière du Labrador-Québec et comprennent également les 105 km de la rivière Natashquan Est en outre, certains 16 000 km2 est à l'étude pour être inclus dans un nouveau parc, le Parc National Natashquan-Aguanus-Kenamu
Le paysage de la réserve projetée est réputée avoir une grande beauté, une valeur exceptionnelle, l'intérêt patrimonial reconnu, et l'intérêt culturel considérable. Par conséquent, la réserve vise une protection appropriée pour les habitats du saumon Atlantique, de la biodiversité des milieux aquatiques et riverains, et les forêts anciennes. Il va également gérer l'exploitation durable des animaux à fourrure et de développer les possibilités de tourisme, tout en interdisant l'exploitation minière, la foresterie et le développement hydro-électrique.